# Lamy
C. Josef Lamy GmbH, comúnmente conocida como Lamy (se pronuncia: / lɑːmi / ) es una empresa alemana conocida por la producción de objetos de escritura, en particular plumas estilográficas. La Lamy Safari ostenta el título de la estilográfica escolar más vendida en Alemania y líder mundial en ventas (finales de 2016).
Fue fundada por Josef Lamy, ya representada en Alemania por Parker Pen Company, en 1930 y luego fue dirigida por el hijo de Josef, Manfred Lamy, hasta 2006, año de su jubilación, quien fue reemplazado por Bernhard M. Rösner.
En febrero de 2024, Lamy fue comprada por la empresa japonesa Mitsubishi Pencil Company Limited.